# Vladimir Struzhanov
Vladimir Struzhanov (n. 2 august 1932, Soci, RSFS Rusă, URSS – d. 19 aprilie 2014, Moscova, Rusia) a fost un înotător rus, medaliat olimpic. A participat la o ediție a Jocurilor Olimpice (1956) în care a câștigat o medalie de bronz.

## Participări
Lista de mai jos prezintă principalele competiții la care a participat Vladimir Struzhanov de-a lungul carierei.
- swimming at the 1956 Summer Olympics – men's 4 × 200 metre freestyle relay[*]